# Lordithon speciosus
Lordithon speciosus är en skalbaggsart som först beskrevs av Wilhelm Ferdinand Erichson 1840.  Lordithon speciosus ingår i släktet Lordithon, och familjen kortvingar. Arten är reproducerande i Sverige.